# Michaił Pogodin
Michaił Pietrowicz Pogodin, ros. Михаи́л Петро́вич Пого́дин (ur. 23 listopada 1800 w Moskwie, zm. 20 grudnia 1875 tamże) – rosyjski historyk, pisarz, dziennikarz, profesor Uniwersytetu Moskiewskiego (od 1826) i członek Petersburskiej Akademii Nauk (od 1841). Jeden z ideologów ideologii wielkoruskiej i panslawizmu.
W 1821 ukończył studia na Uniwersytecie Moskiewskim, a w 1825 obronił rozprawę "O pochodzeniu Rusi", w której udowadniał nordyckie pochodzenie Rosjan, a zaprzeczał pochodzeniu od słowiańskiej autochtonicznej ludności Rusi Kijowskiej.
W latach 1827–1830 wydawał czasopismo "Moskowskij Wiestnik", a w latach 1841-1856 czasopismo "Moskwitianin". Był animatorem i patronem ruchu moskalofilskiego, w roku 1835 oraz w latach 1839–1840 mieszkał we Lwowie i poznał się z miejscową ruską inteligencją. Szczególne więzi połączyły go z historykiem Denysem Zubryćkim, wokół którego zaczęło się tworzyć koło wielbicieli języka rosyjskiego i narodowej jedności Rusi Halickiej z Rosją, zwane kolonią pogodinowską. 
W 1848, w czasie Wiosny Ludów brał udział w Zjeździe Słowiańskim w Pradze.
W latach 60. XIX wieku został jednym z głównych ideologów panslawizmu.